# Delirium (montre)
Pour les articles homonymes, voir Delirium.
La « Delirium » est la montre suisse détenant encore aujourd'hui le record du monde de minceur[réf. nécessaire], avec moins de 2 mm d'épaisseur totale. Conçue en 1978 elle fut commercialisée à partir de 1979 par seulement 4 marques horlogères dûment sélectionnées.

## Historique
En 1978, au sommet de l’offensive japonaise dans les montres à quartz, l’industrie horlogère Suisse avait encore bien du retard[réf. nécessaire]. Elle se devait donc de réagir rapidement, surtout dans la compétition d’alors vers la minceur, un avantage certain du quartz sur les mouvements mécaniques. ETA Manufacture Horlogère se lança dans la recherche d’une solution pour battre les japonais sur leur propre terrain : fabriquer la montre la plus mince du monde, donc réaliser une montre de moins de 2 mm d’épaisseur!

## Conception
Traditionnellement le  mouvement de la montre était séparé de la boîte, toutes les pièces étant soutenues par une  platine. Les composants suisses disponibles alors étaient trop épais pour réaliser une construction classique. Il fallut innover : d’où l’idée d’utiliser le fond de la boîte comme platine soutenant toutes les pièces du mouvement. Le projet fut réalisé en 6 mois. Avec la Delirium on fit donc participer la boîte au mouvement. La montre faisait ainsi un tout. On put breveter l'idée parce que c'était la première fois qu'on arrivait avec les nouveaux moyens techniques à utiliser le fond de la boîte comme platine de base de la montre. Par la suite, la Swatch reprit le même principe, par souci d'économie en production automatisée.

## Distribution
La distribution fut confiée à quatre marques horlogères qui purent se prévaloir de sa conception et de sa production, alors qu’en fait ETA en était les deux à la fois. Environ 11 000 montres furent produites et vendues. Ce fut un succès commercial appréciable, au regard du prix de vente de plus de 4 500 dollars d’alors.[réf. nécessaire]
Plus encore, ce fut un succès de prestige inestimable[réf. nécessaire], dont l’industrie horlogère suisse avait grand besoin à ce moment[réf. nécessaire]. L'industrie japonaise cessa la vente de leur propre modèle et la recherche de battre à nouveau le record.[réf. nécessaire]

## Origine du nom
Le concepteur, Maurice Grimm, appela son projet selon un jeu de mots correspondant parfaitement à la gageure : delirium tremens, « très mince », malheureusement seulement compréhensible en français. Aussi le nom fut-il raccourci en Delirium.

## Sources et références
1. ↑  « Histoire de l'horlogerie - Fondation de la Haute Horlogerie », sur www.hautehorlogerie.org (consulté le 2 janvier 2021)
2. ↑  « Un Delirium très mince », sur rts.ch, 22 janvier 1979 (consulté le 2 janvier 2021)

- Maurice Grimm, concepteur horloger
- Concord 1979 lancement de la Delirium
- Les boîtes de montres et bracelets: Les progrès technologique pour la confection de boîtiers. « (Ils ont) introduit les boites extra plates et favorisé la construction de calibres spéciaux comme celui de la « Delirium », dont les développements ultérieurs lui permirent de devenir le calibre utilisé dans la Swatch actuelle ».
- L’informatique s’inspire de l’horlogerie